# マイプレイリスト2012
「マイプレイリスト2012」はニッポン放送が2012年4月に始める予定のラジオ番組である。
この番組では2011年のナイターオフに編成され、各方面で話題となった「マイ プレイリスト Love for Japan 〜kizashi〜」に続いて、2012年4月以降、タイトルを変えて放送するものである。
また、この番組では、長期的に東日本大震災の復興支援を続けることによって、伝えることのできるメッセージを追い求め、さらに、東日本大震災で大きな被害を受け、悩み、苦しみながらも復興へ向けての支援として、東北地方のラジオ局への応援と共に、東北地方のコミュニティFMに対しても、コンテンツの側面として支援を続けるものである。